# Фредерік Сторм
Фредерік Сторм (дан. Frederik Storm; 20 лютого 1989, м. Гентофте, Данія) — данський хокеїст, лівий нападник. З сезону 2023-24 виступатиме за «Кельнер Гайє» в Німецькій хокейній лізі.
Вихованець хокейної школи ХК «Гентофте». Виступав за «Герлев Горнетс», «Сеннер'юск Айсхокей», Мальме Редгокс, ЕРК Інгольштадт.
У складі національної збірної Данії учасник чемпіонатів світу 2011, 2012, 2013, 2014 і 2015 (34 матчі, 2+1), учасник Олімпійських ігор 2022. У складі молодіжної збірної Данії учасник чемпіонату світу 2009 (дивізіон I). У складі юніорської збірної Данії учасник чемпіонату світу 2007 (дивізіон I).
Досягнення
- Чемпіон Данії (2010), бронзовий призер (2011)
- Володар Кубка Данії (2010, 2011).